# Napoleon's Campaigns: 1813 and 1815
Napoleon's Campaigns: 1813 and 1815 est un jeu vidéo de type wargame créé par Paul Murray et publié par Strategic Simulations en décembre 1981 sur Apple II. Le jeu se déroule dans le contexte des guerres napoléoniennes et simule les batailles de Leipzig et de Waterloo. La partie se joue sur un plateau de jeu divisé en cases hexagonales qui correspondent à différents types de terrain. L’ordinateur joue le rôle de commandant en chef de l’armée et communique avec le joueur par l’intermédiaire de rapport qui l’informe de la situation. Outre la disquette du jeu, son emballage contient quatre cartes d’état-major, une série de jetons cartonnés et un manuel,. 

## Trame
Napoleon’s Campaign se déroule pendant les guerres napoléoniennes et simule les batailles de Leipzig et de Waterloo. Lors de la bataille de Leipzig, qui se déroule du 14 au 19 octobre 1813, la Grande Armée de Napoléon tente de défendre ses dépôts de Leipzig contre les 300 000 hommes de la coalition de l’Autriche, de la Prusse, de la Russie et de la Suède qui l’attaquent de toutes parts. Lors de la bataille de Waterloo, l’armée de Arthur Wellesley de Wellington, composée et troupes Britanniques, Allemandes et Néerlandais et rejointes par l’armée prussienne, tente de défendre Liege et Bruxels contre l’attaque de l’armée menée par Napoléon.

## Système de jeu
Napoleon’s Campaign est un wargame qui simule, au niveau stratégique, la bataille de Leipzig et la bataille de Waterloo des guerres napoléoniennes. Dans la première, le joueur commande l’armée de la Sixième coalition et affronte l’ordinateur ou un autre joueur, qui commande la Grande Armée de Napoléon. Dans la seconde, il commande l’armée de Napoléon et affronte l’armée Alliée commandée par Arthur Wellesley de Wellington. Le premier scénario couvre six jours de batailles et le second cinq jours.
Le jeu se déroule sur une carte divisée en cases hexagonales, qui correspondent à différents types de terrain. Sur celle-ci, le joueur contrôle des corps d’armée constitués d’infanterie (fusilier, grenadier), de cavalerie (lourde ou légère) ou d’artillerie. Le jeu se déroule au tour par tour, chaque tour représentant une durée de quatre heures en journée et de huit heures la nuit. Chaque tour est divisé en plusieurs phases. Lors de la première phase, dédiée à la reconnaissance, chaque unité vérifie la présence ou non d’unités ennemies sur les cases qu’elles occupent et sur les cases adjacentes. Le joueur reçoit ensuite des rapports d’activités, qui peuvent se révéler exact ou être erronés, qui l’informe sur les déplacements de ses propres troupes. Viennent ensuite les rapports de batailles, qui font le bilan des affrontements en indiquant notamment leur localisation, les forces en présence et les pertes subies par les différents corps d’armée. Ils sont suivis des rapports de reconnaissance qui donne une estimation des forces ennemies, qui peut être surestimée ou sous-estimée, et qui précise également l’heure à laquelle a été transmis le rapport ainsi que l’unité dont il provient. Viennent enfin les rapports de localisation dans lesquels les unités capable d’envoyer un rapport informe le joueur de leur position sur la carte, des actions de combat planifiées et de l’heure d’envoi du rapport,. Après avoir pris connaissance de tous ces rapports, le joueur peut donner des ordres à ses unités par l’intermédiaire de trois menus. Le premier est dédié aux ordres stratégiques, le second aux ordres donnés à un corps d'armée et le troisième à ceux donnés à un groupe de corps d’armée sous les ordres d’un commandant. Le menu des ordres stratégiques permet au joueur de visualiser la carte du champ de bataille, de consulter le statut des unités, mais aussi de désigner un commandant secondaire, de relire les différents rapports, de sauvegarder la partie et de terminer le tour. Le second menu permet au joueur de désigner les cases que les unités doivent abandonner ou attaquer, d’envoyer des renforts sur une case occupée par ses troupes et de consulter le statut de ses corps d’armées. Il permet également de donner un ordre de déplacement ou de patrouille à un corps d’armée, ou de modifier certains de leurs paramètres comme leur mode de marche, leur niveau de priorité ou leur déploiement. Le troisième menu donne accès aux mêmes commandes, mais appliquées à un groupe de corps d’armée,.

## Publication
Napoleon's Campaigns est développé par Paul Murray et publié par Strategic Simulations en décembre 1981 sur Apple II,. Outre la disquette du programme, son packaging contient quatre cartes d’état-major, une série de jetons cartonnés et un manuel. En 1982, après la sortie de The Road to Gettysburg, qui propose une nouvelle option pour la résolution des combats, le studio ajoute cette option à Napoleon's Campaigns et en produit une nouvelle version. Il propose alors de renvoyer cette nouvelle version aux possesseurs du jeu original en échange de la disquette de cette dernière et de cinq dollars.

## Accueil
| Napoleon's Campaigns: 1813 & 1815 |      |       |
| Média                             | Nat. | Notes |
| Computer Gaming World             | US   | 2,5/5 |
| Tilt                              | FR   | 3/6   |

Dans sa critique publié en 1982 par le magazine Computer Gaming World, Daniel Weitz met d’abord en avant la manière dont Napoleon's Campaigns se focalise sur les problématiques liées aux incertitudes de renseignement et de commandement rencontrée par un général et estime que, malgré ses 20 ans de pratique, il n’a jamais vu un wargame gérer aussi bien ces aspects. Il note ensuite que la carte stratégique en haute-résolution sur laquelle se déroule le jeu est « sympathique », même si elle peut sans doute être améliorée, mais juge que la carte imprimée incluse dans son packaging est en revanche moche et confuse. Il apprécie également l’idée de permettre, en mode deux joueurs, de résoudre tactiquement les combats sur un plateau et avec des pions, sans l’aide de l’ordinateur, même s’il regrette qu’il ne soit pas possible de communiquer les résultats de ces derniers à l’ordinateur. En conclusion, il considère le jeu « indispensable » pour tous les joueurs intéressés par les problématiques de commandement d’une armée ou par les guerres napoléoniennes. De son côté, le journaliste du magazine Softalk souligne d’abord l’extrême complexité du jeu qu’il juge « long à prendre en main » malgré son manuel d’instruction bien fait et détaillé. Il met également en avant quelques problèmes, comme la difficulté de garder la carte secrète en mode deux joueurs et l’impossibilité de jouer l’un des deux camps contre l’ordinateur, mais estime que malgré ces défauts, « le jeu est si réaliste qu’il devrait envouter n’importe quel wargamer sérieux ». Dans une critique de Napoleon's Campaigns et de sa suite, The Road to Gettysburg, le journaliste Archibald Dale du magazine Creative Computing estime lui aussi que le jeu n’est « pas facile », qu’il « nécessite de l’entrainement » et que son manuel d’instructions manque de détails sur certains aspects. Il juge néanmoins qu'il peut très bien convenir aux joueurs susceptibles d’apprécier un jeu long, très détaillé et qui demande une vraie implication.

## Postérité
Après avoir développé Napoleon's Campaigns, Paul Murray s’appuie sur son moteur de jeu pour créer un nouveau wargame – The Road to Gettysburg – qui est publié par Strategic Simulations en 1982 et qui transpose son système de jeu dans le contexte de la bataille de Gettysburg de la guerre de Sécession. Comme son prédécesseur, il se focalise sur les problématiques liées aux incertitudes de renseignement et de commandement rencontré par un général, comme la mauvaise transmission ou compréhension des ordres ou le manque d’information,. Il intègre également une nouvelle option de résolution des combats, qui est ensuite implémentée dans Napoleon's Campaigns.